# Khanat d'Ourmia
1747–1865
Entités précédentes :
- Afsharides

Entités suivantes :
- Dynastie Kadjar

Le Khanat d'Ourmia (en azéri : ارومیه خانلیغی) est l'un des khanats d'Azerbaïdjan, khanats vassaux de la Perse, dans la région d'Azerbaïdjan (Azerbaïdjan originel) en Iran, entre le milieu du XVIIIe siècle et le début du XIXe. 
Le Khanat d'Ourmia est créé en 1747 par Fath-Ali Khan Afshar.

## Histoire

### Règne de Fath-Ali
Fath-Ali Khan Afshar fut le premier khan du Khanat d'Ourmia. Il était au pouvoir de 1747 à 1748, puis de nouveau de 1757 à 1762.
Peu de temps après son arrivée au pouvoir, il captura Tabriz et déplaça la capitale d'Ourmia à la cité nouvellement conquise. Après cela, il captura plusieurs autres Khanats, notamment les Khanats de Khoy, de Karadagh, de Maragheh et de Sarab. En 1759, il marcha sur le Khanat de Karabakh, entrainant un siège de 6 mois et finalement, Panah Ali Khan, khan du Kharabakh, accepta les conditions de Fath-Ali. Le fils de Panah Ali Khan, Ibrahim Khalil Khan, fut pris en otage après le siège pour assurer la loyauté du Khanat de Karabakh.
En 1761, les forces combinées de Karim Khan Zand, de la dynastie Zand et de Panah Ali Khan marchèrent sur le Khanat d'Ourmia, causant le retrait de Fath-Ali vers d'Ourmia. En mai 1762, Karim Khan Zand frappa de nouveau par la capture de Maragheh et en assiégeant plus tard la Ourmia pendant neuf mois, se finalisant par la capture de Fath-Ali, qui sera pendu à Chiraz en 1763.

## Liste des Khans connus d'Ourmia
- Fath-Ali Khan Afshar (en) - 1747-1748
- Mehdi Khan Afshar - 1748-1749
- Azad Khan Afghan (az) - 1749-1757
- Fath-Ali Khan Afshar (en) - 1757-1762 (second règne)
- Rustam Khan Afshar - 1762-1763
- Baghir Bek Afshar - 1763
- Rzagulu Khan Afshar (az) - 1763-1772
- Imamgulu Khan Afshar (az) - 1772-1783
- Mahammadqulu Khan Afshar (az) - 1784-1795
- Qasim Khan Afshar - 1795-1796
- Mustafaqulu Khan Afshar - 1796-1797
- Mahammadqulu Khan Afshar (az) - 1797 (second règne)
- Husenyqulu Khan Afshar (az) - 1797-1821
- Najafqulu Khan Afshar (az) - 1821-1865 [1]